# فرد هاريس
فرد هاريس (بالإنجليزية: Fred Harris)‏ (2 يوليو 1912 بسوليهل في المملكة المتحدة - 1 أكتوبر 1998) هو لاعب كرة قدم بريطاني (وحمل سابقاً جنسية المملكة المتحدة لبريطانيا العظمى وأيرلندا) في مركز مهاجم داخلي. لعب مع برمنغهام سيتي.